# James Cameron's Avatar: Il gioco
James Cameron's Avatar: Il gioco (James Cameron's Avatar: The Game) è un videogioco d'azione in terza persona del 2009, basato sull'omonimo film di James Cameron. È disponibile per Wii, Xbox 360, PlayStation 3, PSP, Nintendo DS e PC.
È stato sviluppato dalla Ubisoft, con il contributo del regista James Cameron.

## Versione per Xbox 360, PlayStation 3, Microsoft Windows
Nel gioco, il protagonista può decidere la propria fazione, che può essere Na'vi o RDA, e quindi difendere o distruggere il pianeta Pandora.
Il gioco è ambientato due anni prima (2152)  degli eventi narrati nel film. Il protagonista è un soldato del RDA, Ryder (soprannominato Sceltoryder), giunto su Pandora a causa della compatibilità del suo DNA con quello degli Avatar. Ben presto Ryder si ritrova costretto a scegliere se combattere a fianco del RDA o se unirsi ai Na'vi. Compiuta la propria scelta, il suo obiettivo sarà quello di trovare un antico sito dormiente, chiamato pozzo delle anime, attraverso il quale è possibile comunicare con il pianeta. Se si sceglierà RDA, il pozzo delle anime verrà usato per recidere il legame fra Na'vi e Pandora, se invece la strada presa sarà quella dei Na'vi, bisognerà impedire agli umani di raggiungere il sito dormiente.
La campagna dura circa 7 ore.

## Versione per Wii, PSP
In questa versione (dove il livello di dettaglio grafico e effettistica è a favore della versione Wii) il protagonista sarà Rai'uk, un giovane Na'vi che ha passato dieci anni della sua vita a spiare gli umani. Rai'uk e sua sorella Kyuna (giocabile solo dal secondo giocatore in modalità cooperativa) sono gli ultimi sopravvissuti del clan degli Anurai, il cui animale totem è il Thanator. Anche questo gioco è ambientato due anni prima gli avvenimenti del film, dato che la scuola di Grace Augustine presso il villaggio degli Omaticaya è ancora aperta.
L'unico scopo di Rai'uk e Kyuna è di vendicarsi di Sean Wallen, il vice-comandante degli umani che ha depredato e distrutto il loro villaggio sotto ordine di Conrad Olson, il comandante degli umani. Nel tentare di riottenere i loro totem, i due fratelli inseguiranno Sean nella foresta fino a che egli non sale su di un elicottero.
Allora Rai'uk chiamerà a sé il suo Ikran e scoppierà un violento scontro in aria che si concluderà con l'elicottero di Sean in fiamme e con l'ikran di Rai'uk e Kyuna che precipita ferito. I due fratelli verranno salvati da Tasun, un cacciatore Na'vi del clan dei Li'ona. Rai'uk e Kyuna aiuteranno i pacifici Li'ona a riavere la propria acqua, bloccata da una diga degli uomini.
Rai'uk distruggerà la diga e per ricompensa i Li'ona gli doneranno un nuovo arco e gli diranno dove si trovano gli Omaticaya.
I due fratelli Anurai a bordo del loro Ikran voleranno fino alle terre del clan Omaticaya dove scopriranno essere un "villaggio di ferro" degli uomini che Rai'uk decide di distruggere ad ogni costo. Arriveranno poi all'albero della sapienza nella valle Li'ona dove incontrano Sean sopravvissuto allo schianto del suo elicottero, riescono ad ucciderlo. Però Conrad Olson è ormai deciso a sterminare tutti i Na'vi, Rai'uk è arrivato in soccorso ma è troppo tardi: alcuni villaggi sono già stati bruciati, mentre la loro gente è stata uccisa. Rai'uk uccide Conrad.

## Versioni per DS[1]
Il gioco ha una visuale 3D isometrico dall'alto e si svolge poco prima che inizi la guerra tra l'umanità e i Na'vi di Pandora, per il controllo si utilizza lo schermo tattile si occupa del movimento, della selezione delle armi e degli attacchi del personaggio giocato, mentre lo schermo superiore fornisce una comoda mappa, mentre i pulsanti sono poco utilizzati.

Il personaggio controllato è Nok, un giovane guerriero Na'vi scelto dalla dea Eywa per essere i suoi occhi del popolo, mentre prende le armi per respingere le creature ostili e indagare sull'improvvisa apparizione del "Popolo del Cielo".

## Versioni per Android, iOS, iPod, Symbian^3[2][3]
La versione per dispositivi mobili si ha un'ulteriore versione del gioco con storia originale, dove si personifica degli Avatar. Il titolo è ambientato due decadi prima dei fatti raccontati nel film di James Cameron e si basa sull'esplorazione ambientale con 7 ambientazioni, quali giungla, miniere, cascate, cielo e altro., visionando scenari meravigliosi e sopravvivendo dall'incontro di bestie selvagge e piante carnivore, per lo scopo di unirsi alla popolazione Na'Vi e proteggerla.
Per l'ottenimento dell'obbiettivo si devono accettare le missioni proposte, come respingere gli invasori umani con le tecniche di lotta dei Na'Vi  e superare i 16 livelli.
Venne resa disponibile anche una versione completamente gratuita, ma con solo alcune caratteristiche.

## Versioni per Java[4]
Il gioco è del tipo 2D a scorrimento orizzontale e si personifica un Na'Vi.
Si personifica Jake Sully che ha trasferito la sua coscienza in un Na'Vi, ma che ha richiamato guai e guerre dalla gente comune di Pandora, il protagonista si trova tra le due fazioni. Il protagonista dovrà dimostrarsi degno di far parte della popolazione di Pandora, si dovrà percorrere giungle, miniere, cascate, cavalchere banshee tra le nuvole, umani.